# Drager: Virkelige myter og uvirkelige skabninger
Drager: Virkelige myter og uvirkelige skabninger er en kortfilm i 3D fra 2013. Filmen blev instrueret og skrevet af Marc Fafard og med Max von Sydow i rollen som en drøm terapeut som forsøger at hjælpe en ung kvinde, der har hyppige mareridt om drager.
Filmen havde premiere 20. september 2013 i Danmark.

## Rolleliste
- Max von Sydow som Dr. Alistair Conis
- Laurence Leboeuf som Skye Ingram
- Serge Houde som Dr. Vulnet Grazinar